# Dendrelaphis tristis
Dendrelaphis tristis är en ormart som beskrevs av Daudin 1803. Dendrelaphis tristis ingår i släktet Dendrelaphis och familjen snokar. Inga underarter finns listade i Catalogue of Life.
Arten förekommer i södra Asien från Pakistan över Indien och Sri Lanka till Myanmar samt norrut till Nepal och Bhutan. Honor lägger ägg. Individerna klättrar i träd.